# Генеральный штаб Вооружённых сил Российской Федерации
Генеральный штаб Вооружённых сил Российской Федерации (неофициальные сокращения: Генштаб, ГШ ВС РФ) — центральный орган военного управления Министерства обороны Российской Федерации и основной орган оперативного управления Вооруженными силами Российской Федерации. В соответствии с решениями Президента Российской Федерации, Верховного Главнокомандующего Вооруженными силами Российской Федерации, и Министра обороны Российской Федерации Генеральный штаб осуществляет управление Вооруженными силами, организует планирование обороны России, мобилизационную подготовку и мобилизацию в России в пределах полномочий Минобороны России, а также координирует деятельность других войск, воинских и специальных формирований в области обороны.

Средняя эмблема Генерального штаба

День Генерального штаба Вооруженных Сил Российской Федерации отмечается ежегодно 25 января.

## История

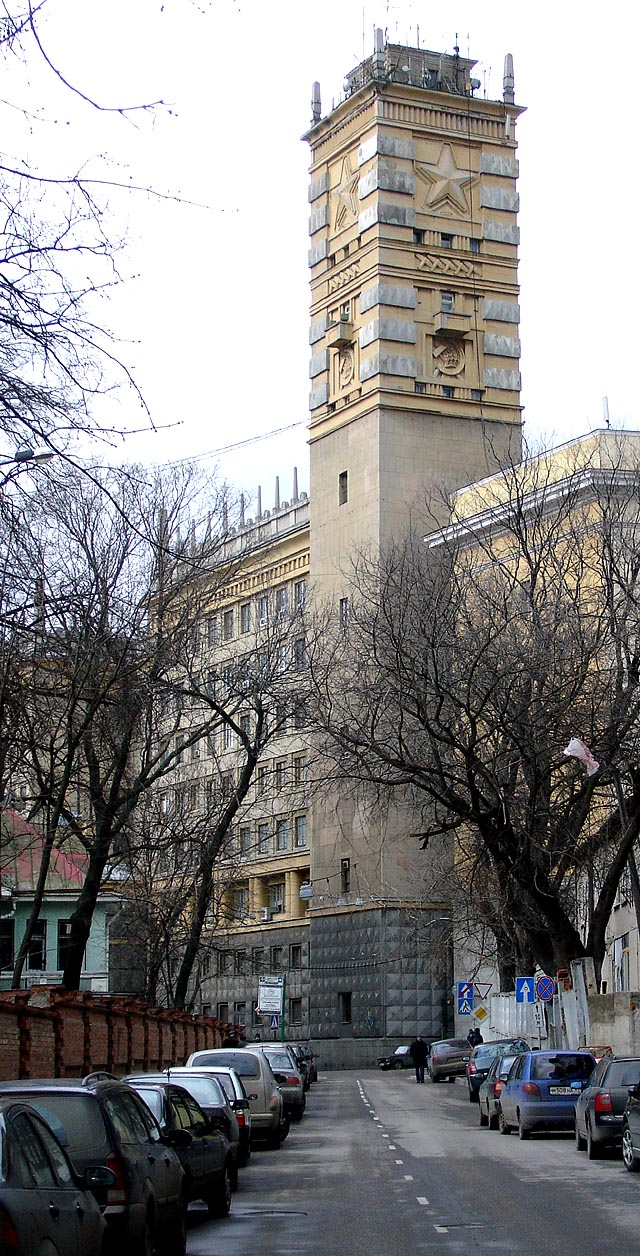
Старое здание Генштаба со стороны Колымажного переулка

В 2004 году в связи с проведёнными в Министерстве обороны РФ мероприятиями основные задачи и функции Генерального штаба были существенно уточнены. В рамках административной реформы с него был снят ряд избыточных и несвойственных в современных условиях функций и задач: административных и хозяйственных.
В ходе запущенной в 2008 году военной реформы в целях разделения оперативных и административных функций в Министерстве обороны сформированы два функциональных ствола ответственности: первый — планирование применения и строительства Вооружённых сил, второй — планирование всестороннего обеспечения войск (сил). Осуществлён переход на трёхуровневый принцип ответственности: за боевую подготовку отвечают главные командования видов, объединения и соединения, за оперативную — Генеральный штаб, объединённые стратегические командования и объединения. В результате проведённых преобразований Генеральный штаб освободился от дублирующих функций и стал полноценным органом стратегического планирования, который организует и осуществляет управление Вооружёнными силами при выполнении поставленных задач.

## Структура
В составе Генерального штаба ВС России находятся:
Управления:
- Главное оперативное управление
- Главное управление
- Главное организационно-мобилизационное управление
- Главное управление связи
- Управление начальника войск радиоэлектронной борьбы
- Военно-топографическое управление
- Управление строительства и развития системы беспилотных летательных аппаратов
- Восьмое управление — защита информации, защита государственной тайны (ЗГТ)
- Управление оперативной подготовки

Центры:
- Национальный центр управления обороной Российской Федерации (бывший Центральный командный пункт ГШ ВС России)
- Центр военно-стратегических исследований

Подразделения и службы:
- Архивная служба
- Военно-оркестровая служба Вооружённых Сил Российской Федерации
- Силы специальных операций

## Задачи

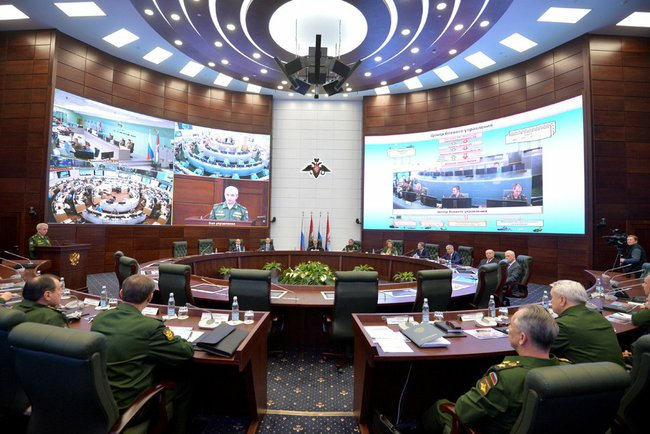
Зал управления и взаимодействия Национального центра управления обороной Российской Федерации

Основными задачами Генерального штаба являются:
- организация управления Вооруженными Силами;
- организация планирования обороны Российской Федерации;
- организация разработки предложений по формированию и проведению государственной политики в области обороны, участие в ее проведении;
- координация действий Вооруженных Сил, других войск и воинских формирований в мирное время при проведении мероприятий стратегического сдерживания;
- организация планирования и реализация мероприятий по строительству Вооруженных Сил, координация разработки концепций, планов строительства и развития других войск и воинских формирований в интересах обороны;
- организация перевода в соответствии с законодательными и иными нормативными правовыми актами Российской Федерации Вооруженных Сил, других войск, воинских формирований, органов и специальных формирований на организацию и состав военного времени, а также обеспечения их мобилизационного развертывания;
- организация поддержания Вооруженных Сил в необходимой готовности и контроль этой деятельности, а также контроль за состоянием мобилизационной готовности других войск, воинских и специальных формирований;
- руководство оперативной и мобилизационной подготовкой Вооруженных Сил, координация оперативной и мобилизационной подготовки других войск, воинских и специальных формирований;
- организация и проведение мероприятий по стратегическому (оперативному) обеспечению Вооруженных Сил;
- организация разведывательной деятельности в интересах обороны и в пределах своей компетенции в интересах безопасности Российской Федерации;
- развитие системы управления Вооруженных Сил и координация развития систем управления других войск, воинских и специальных формирований в интересах обороны;
- организация связи и автоматизированного управления Вооруженными Силами, определения порядка использования и планирования использования радиочастотного спектра в интересах обороны;
- планирование и организация проведения организационных мероприятий в Вооруженных Силах, организация и осуществление взаимодействия с другими войсками и воинскими формированиями по вопросам проведения в них указанных мероприятий;
- организация комплектования Вооруженных Сил, других войск, воинских формирований, органов и специальных формирований военнослужащими, проходящими военную службу по призыву;
- планирование обеспечения Вооруженных Сил основными видами вооружения, военной, специальной техникой и материальными средствами, а также накопления и размещения неприкосновенных запасов этих средств;
- организация мероприятий по защите государственной тайны в Вооруженных Силах и подведомственных Минобороны России федеральных органах исполнительной власти и организациях и контроль за их реализацией.

## Руководство Генерального штаба

Штандарт Начальника Генерального штаба

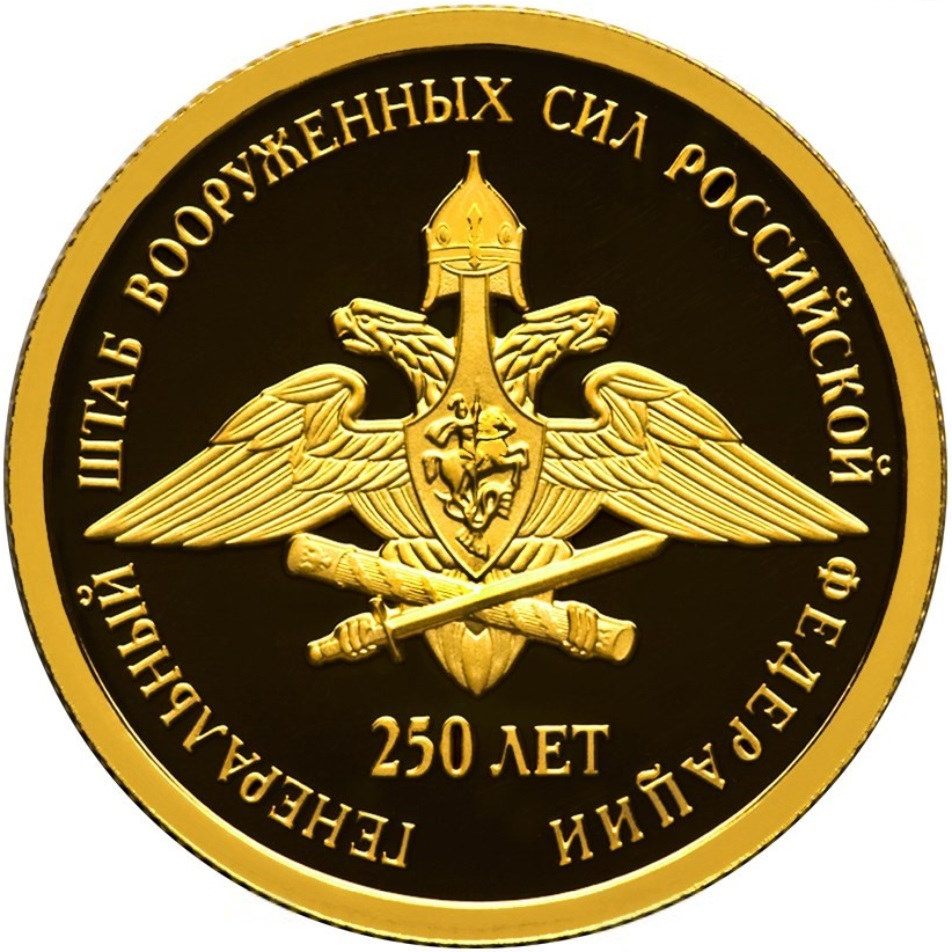
Памятная монета Банка России номиналом 50 рублей (2013)

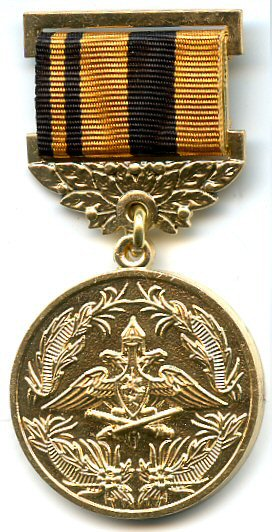
Памятный знак «250 лет Генеральному штабу» (2013)

Начальник Генерального штаба Вооружённых сил Российской Федерации — Первый заместитель Министра обороны Российской Федерации
Начальник Генерального штаба непосредственно подчиняется Министру обороны Российской Федерации и несет персональную ответственность за выполнение задач, возложенных на Генеральный штаб и подчиненные непосредственно ему органы военного управления. 
Начальник Генерального штаба издает приказы, директивы Генерального штаба, дает указания, при реализации решений Министра обороны Российской Федерации отдает приказания подчиненным Министру обороны Российской Федерации лицам от его имени, организует и контролирует их исполнение.
Начальник Генерального штаба как первый заместитель Министра обороны Российской Федерации имеет право подписывать приказы и директивы Министра обороны Российской Федерации (за исключением приказов, подлежащих государственной регистрации) по вопросам, относящимся к его компетенции, представлять Минобороны России во взаимоотношениях с Правительством Российской Федерации, федеральными органами исполнительной власти, законодательными (представительными) и исполнительными органами государственной власти субъектов Российской Федерации, судами, вести переписку от имени Минобороны России, давать по вопросам, относящимся к его компетенции, указания, обязательные для исполнения заместителями Министра обороны Российской Федерации, главнокомандующими видами Вооруженных Сил, командующими войсками военных округов, командующим Северным флотом, командующими родами войск Вооруженных Сил, должностными лицами видов Вооруженных Сил, военных округов, Северного флота, родов войск Вооруженных Сил, центральных органов военного управления, органов военного управления, соединений, воинских частей и организаций Вооруженных Сил.
Начальник Генерального штаба:
- осуществляет управление деятельностью Генерального штаба и отвечает за поддержание его в постоянной боевой готовности;
- организует в соответствии с решениями Министра обороны Российской Федерации управление Вооруженными Силами;
- организует разработку проектов плана обороны Российской Федерации, концепции и плана строительства и развития Вооруженных Сил, предложений по структуре, составу Вооруженных Сил от соединения и выше, по штатной численности военнослужащих и гражданского персонала Вооруженных Сил, проектов положений о Генеральном штабе Вооруженных Сил Российской Федерации, военном округе Вооруженных Сил, военных комиссариатах, военно-транспортной обязанности и проектов иных нормативных правовых актов Российской Федерации по вопросам, относящимся к компетенции Генерального штаба и подчиненных ему органов военного управления, а также вносит указанные проекты и предложения на рассмотрение Министра обороны Российской Федерации для последующего представления Президенту Российской Федерации;
- организует взаимодействие с федеральными органами исполнительной власти, органами исполнительной власти субъектов Российской Федерации при разработке проектов плана обороны Российской Федерации, концепции строительства и развития военной организации Российской Федерации, концепций и планов (программ) строительства и развития других войск и воинских формирований, а также государственных программ Российской Федерации, ответственным исполнителем которых является Минобороны России;
- организует и проводит проверки боевой и мобилизационной готовности Вооруженных Сил, организует контроль за состоянием мобилизационной готовности других войск, воинских и специальных формирований;
- организует проведение мероприятий по оперативной и мобилизационной подготовке Вооруженных Сил, осуществляет координацию оперативной и мобилизационной подготовки других войск, воинских и специальных формирований, а также их взаимодействие в ходе планирования и проведения совместных мероприятий по оперативной и мобилизационной подготовке;
- утверждает структуру и штатную численность органов военного управления (за исключением структуры и штатной численности центральных органов военного управления и иных подразделений, входящих в структуру центрального аппарата Минобороны России), соединений, воинских частей и организаций Вооруженных Сил;
- вносит на рассмотрение Министра обороны Российской Федерации предложения по воинским должностям в Вооруженных Силах, подлежащим замещению высшими офицерами;
- организует разработку и осуществляет координацию проведения единой военно-технической политики в Российской Федерации в части, касающейся создания и совершенствования вооружения и военной техники;
- руководит деятельностью органов военного управления по разработке и установлению обязательных требований в области технического регулирования к продукции (работам, услугам), используемой в Вооруженных Силах в целях защиты сведений, составляющих государственную тайну или относящихся к охраняемой в соответствии с законодательством Российской Федерации иной информации ограниченного доступа, к объектам, для которых устанавливаются требования, связанные с обеспечением ядерной и радиационной безопасности в области использования атомной энергии, а также к процессам проектирования (включая изыскания), производства, строительства, монтажа, наладки, эксплуатации, хранения, перевозки, утилизации и захоронения указанных продукции и объектов;
- осуществляет руководство организацией проведения научных исследований в интересах обороны, а также организацией научной работы в Вооруженных Силах;
- осуществляет руководство военно-научным комплексом Вооруженных Сил, взаимодействие с Российской академией наук, научными организациями, находящимися в ведении федеральных органов исполнительной власти, а также с иными научными организациями и общественными объединениями;
- осуществляет совместно с Главным управлением международного военного сотрудничества Минобороны России руководство организацией военно-научного сотрудничества с иностранными государствами и координацию этой деятельности;
- осуществляет руководство военно-исторической работой, научно-информационной и редакционно-издательской деятельностью в Вооруженных Силах;
- руководит организацией деятельности по обеспечению информационной безопасности, по защите государственной тайны в Вооруженных Силах, по радиоэлектронной защите и радиоэлектронно-информационному обеспечению Вооруженных Сил;
- организует проведение мероприятий по противодействию коррупции в подчиненных ему органах военного управления;
- утверждает совместно с заместителем Министра обороны Российской Федерации, отвечающим за финансово-экономическую работу, критерии для отнесения органов военного управления, воинских частей и организаций Вооруженных Сил к соответствующим разрядам, категориям и группам при разработке штатов, штатных перечней и штатных нормативов;
- вносит в установленном порядке предложения о заключении международных договоров Российской Федерации;
- представляет в установленном порядке военнослужащих и лиц гражданского персонала Вооруженных Сил к награждению государственными наградами Российской Федерации и ведомственными наградами;
- назначает в установленном порядке военнослужащих на воинские должности, присваивает им воинские звания, увольняет с военной службы;
- решает в установленном порядке вопросы прохождения государственной гражданской службы (работы) лицами гражданского персонала Вооруженных Сил;
- координирует планирование мероприятий по оперативному оборудованию территории Российской Федерации в целях обороны;
- координирует выполнение геодезических и картографических работ в интересах обороны;
- координирует взаимодействие с федеральным органом исполнительной власти, уполномоченным в области связи, по вопросам совместной эксплуатации и восстановления единой сети электросвязи в интересах обороны и безопасности государства;
- координирует патентно-лицензионную работу, управление правами Российской Федерации на результаты интеллектуальной деятельности, находящиеся в ведении Минобороны России, мониторинг их использования, а также проведение мероприятий по их правовой защите;
- обеспечивает реализацию отдельных функций по федеральному государственному надзору в области безопасности дорожного движения в Вооруженных Силах, а также в соответствии с законодательством Российской Федерации выполнение специальных разрешительных функций в области обеспечения безопасности дорожного движения;
- утверждает тактико-технические требования к образцам вооружения и военной техники, разрешенным для экспорта, экспортную комплектацию продукции военного назначения, а также основные положения научно-исследовательских и опытно-конструкторских работ военного назначения, разрешенных для экспорта.

- генерал армии Дубынин Виктор Петрович (май — ноябрь 1992),
- генерал армии Колесников Михаил Петрович (декабрь 1992 — октябрь 1996),
- генерал армии Самсонов Виктор Николаевич (октябрь 1996 — май 1997),
- генерал армии Квашнин Анатолий Васильевич (май 1997 — июль 2004),
- генерал армии Балуевский Юрий Николаевич (июль 2004 — июнь 2008),
- генерал армии Макаров Николай Егорович (июнь 2008 — ноябрь 2012),
- генерал армии Герасимов Валерий Васильевич (с 9 ноября 2012).

Первый заместитель начальника Генерального штаба Вооружённых сил Российской Федерации
- генерал-полковник Колесников Михаил Петрович (1992),
- генерал-полковник Николаев Андрей Иванович (декабрь 1992 — июль 1993),
- генерал-полковник Журбенко Владимир Михайлович (сентябрь 1993 — сентябрь 1996),
- генерал-полковник Манилов Валерий Леонидович (сентябрь 1996 — июнь 2001),
- генерал-полковник Пищев Николай Павлович (1996—1997),
- генерал-полковник Балуевский Юрий Николаевич (июнь 2001 — июль 2004),
- генерал-лейтенант Бурутин Александр Германович (сентябрь 2007 — ноябрь 2010),
- генерал-полковник Богдановский Николай Васильевич (с 12 июня 2014).

## Учебные заведения
- Военная академия Генерального штаба Вооружённых сил Российской Федерации
- Военная академия связи имени Маршала Советского Союза С. М. Будённого
- Военная академия радиационной, химической и биологической защиты имени Маршала Советского Союза С. К. Тимошенко
- Краснодарское высшее военное училище имени генерала армии С. М. Штеменко
- Тюменское высшее военно-инженерное командное училище имени маршала инженерных войск А. И. Прошлякова
- Череповецкое высшее военное инженерное училище радиоэлектроники
- Московское военно-музыкальное училище имени генерал-лейтенанта В. М. Халилова
- Кадетская школа IT-технологий Военной академии связи имени Маршала Советского Союза С. М. Будённого[6]